# Rie Etō
Rie Etō (japanisch 江藤 理恵 Etō Rie; * 26. Februar 1988 in der Präfektur Ōita) ist eine japanische Badmintonspielerin.

## Karriere
Rie Etō war 2010 bei den Austrian International, Laos International und den Iran Fajr International erfolgreich. Bei den US Open des gleichen Jahres wurde sie Zweite. 2011 siegte sie bei den Polish Open.

## Sportliche Erfolge
| Saison | Veranstaltung           | Disziplin   | Platz | Name                |
| ------ | ----------------------- | ----------- | ----- | ------------------- |
| 2010   | Laos International      | Damendoppel | 1     | Rie Etō / Yū Wakita |
| 2010   | Iran Fajr International | Damendoppel | 1     | Rie Etō / Yū Wakita |
| 2010   | Iran Fajr International | Dameneinzel | 1     | Rie Etō             |
| 2010   | Austrian International  | Damendoppel | 1     | Rie Etō / Yū Wakita |
| 2010   | US Open                 | Damendoppel | 2     | Rie Etō / Yū Wakita |
| 2011   | Polish International    | Damendoppel | 1     | Rie Etō / Yū Wakita |
| 2013   | Polish Open             | Damendoppel | 1     | Rie Etō / Yū Wakita |
| 2013   | Dutch International     | Damendoppel | 1     | Rie Etō / Yū Wakita |